# Алсдорф (Северна Рајна-Вестфалија)
Алсдорф (њем. Alsdorf) град је у њемачкој савезној држави Северна Рајна-Вестфалија. Једно је од 10 општинских средишта округа Регион Ахен. Према процјени из 2010. у граду је живјело 45.953 становника. Посједује регионалну шифру (AGS) 5334004, NUTS (DEA25) и LOCODE (DE ALS) код.

## Географија
Алсдорф се налази у савезној држави Северна Рајна-Вестфалија у округу Регион Ахен. Град се налази на надморској висини од 163 метра. Површина општине износи 31,7 km².

## Становништво
У самом граду је, према процјени из 2010. године, живјело 45.953 становника. Просјечна густина становништва износи 1.451 становника/km².

## Међународна сарадња
| Мјесто     | Држава               | Врста сарадње | Од    |
| ---------- | -------------------- | ------------- | ----- |
|            | Француска            | партнерство   | 1970. |
| Брунсум    | Холандија            | партнерство   | 1988. |
| Абериствит | Уједињено Краљевство | контакт       | 1992. |
|            | Француска            | партнерство   | 1970. |
| Извор      |                      |               |       |